# Giovanni Trossarelli
Giovanni Trossarelli (Savigliano, 30 ottobre 1863 – prima guerra mondiale, 28 agosto 1915) è stato un militare italiano, insignito della medaglia d'oro al valor militare alla memoria nel corso della prima guerra mondiale.

## Biografia
Nacque a Savigliano, provincia di Cuneo, il 30 ottobre 1863, figlio di Giovenale e di Luigia Barbero.
Compì gli studi classici a Savigliano, e poi si arruolò nel Regio Esercito frequentando la Scuola Militare di Modena uscendone nel settembre 1882 con il grado di sottotenente assegnato all'arma di fanteria in forza al 22° Reggimento fanteria della Brigata "Cremona". Fu promosso tenente nell'ottobre 1885, chiese, ed ottenne, il passaggio alla specialità alpini trasferito al 2° Reggimento, passando poi al 4° con la promozione a capitano, avvenuta nel luglio 1892.
Nel dicembre di due anni dopo entra a a far parte del corpo di spedizione in Africa, assegnato al Battaglione alpini d'Africa. Al comando della 1ª Compagnia prese parte alla battaglia di Adua, il 1º marzo 1896, venendo decorato con una medaglia di bronzo al valor militare.
Rientrò in Italia due mesi dopo, rientrando in servizio nel 2º Reggimento alpini, per poi essere trasferito nel 1909, con la promozione a maggiore, al 1º Reggimento alpini, nel quale rimase anche con la promozione a tenente colonnello. Dopo la dichiarazione di guerra all’'Impero austro-ungarico, avvenuta il 24 maggio 1915, alla fine del mese di giugno fu promosso colonnello, e assunse il comando dell'89º Reggimento fanteria della brigata "Salerno", già presente in zona di operazioni nel settore di Tolmino. Nella seconda metà del mese di agosto partecipò alle operazioni per la conquista dello Sleme e del Mrzli, sopra Caporetto. Fu alla testa del reggimento durante gli attacchi che iniziarono il giorno 14 e che continuarono violenti nei giorni successivi a causa della la tenace resistenza opposta dagli austriaci, partecipando a furiosi combattimenti corpo a corpo. All'alba del 28 agosto prese parte all'attacco contro il cosiddetto "trincerone", rimanendo gravemente ferito da un colpo di fucile. Rifiutatosi di farsi portare al posto di medicazione, chiese di non informare i propri soldati della gravità della sua ferita e morì sul campo di battaglia. Con decreto luogotenenziale del 25 giugno 1916 fu insignito della medaglia d'oro al valor militare alla memoria.

### Annotazioni
1. ↑  Era il secondogenito di nove fratelli.

### Fonti
1. ↑  Carolei, Greganti, Modica 1968, p. 76.
2. 1 2 3  Bianchi 2012, p. 220.
3. 1 2 3 4 5 6  Combattenti Liberazione.
4. 1 2  Chi era costui.
5. ↑  Noi Alpini.
6. 1 2 3 4  Bianchi 2012, p. 221.
7. ↑   TROSSARELLI Giovanni, Medaglia d'oro al valor militare, su Quirinale. URL consultato il 4 aprile 2025.